# أسكيا داوود

إمبراطورية سونغاي ، غرب أفريقيا. (القرن الخامس عشر والسادس عشر)

أسكيا داود كان حاكم إمبراطورية سونغاي من عام 1549 إلى عام 1582. وصل داود إلى السلطة دون معارضة بعد وفاة شقيقه أسكيا إسحاق الأول عام 1549. استمرت الإمبراطورية في التوسع في ظل حكم داود السلمي، ولم تشهد سوى القليل من الصراع الداخلي، حتى غزو وتدخل القوات المغربية،  مما أدى إلى سقوط الإمبراطورية عام 1591.

## النشأة والتأثيرات
كانت إمبراطورية سونغاي المزدهرة تقع في غرب إفريقيا، وقد امتدت عبر مناطق غاو والسنغال وغامبيا ونيجيريا وتمبكتو وجيني. في ظل حكم والده أسكيا محمد، شهدت إمبراطورية سونغاي اقتصادًا مزدهرًا مع الفكرة التي كانت لدى أسكيا محمد لتطوير مجتمع مسلم يقوم على تطوير التجارة مع المناطق المجاورة وإعطاء الأولوية للتعليم ومحو الأمية.  من خلال إضفاء الطابع المؤسسي على التعاليم والممارسات الإسلامية في المدارس والاقتصاد، شهد السكان المسلمون في إمبراطورية سونغاي زيادة هائلة وانعكس الازدهار على جميع أفراد المجتمع. أصبح الرجال المسلمون تجارًا في الذهب والأشياء الثمينة الأخرى،  وقد تم بناء مدارس مختلفة حول العقيدة الإسلامية مما زاد من معرفة القراءة والكتابة، وشجعت البيروقراطية المركزية على الاستقرار وتقوية الإمبراطورية. عُرفت هذه الفترة باسم «العصر الذهبي». استفاد أسكيا داود من تركة والده، وقد شهدت الإمبراطورية أثناء حكمه ازدهارًا كبيرًا، ولكن ببطء بعد وفاة والده كان هناك انخفاض تدريجي في السيادة وقوة الإمبراطورية.

## الاستقرار
كان الاستقرار والأمن والدين بعض النقاط الرئيسية في حكم عائلة أسكيا. نظم هو وشقيقه ووالده سلسلة من الحملات العسكرية ضد مناطق روافد إمبراطوريتهم الكبيرة. كانت قوات سونغاي معروفة بنجاحاتها. إظهارًا لأهمية الاستقرار داخل الإمبراطورية، تزوج كل من أسكيا داود وشقيقه أسكيا الحاج محمد الأول، من بنات إمبراطوريات شعب الجنوب، البدو الصحراويين لإظهار ولائهم ورغبتهم في الوحدة. إلى جانب الاستقرار الإقليمي، كانت الوحدة الدينية أيضًا مصدر قلق رئيسي، من خلال تزويج بناته في كل من المباني التجارية والمباني الدينية، تم تأمين الإمبراطورية بعلاقات ربط في كل مكان. من خلال تزويج بناته حسب الطقوس الدينية، تم تأمين العقيدة الإسلامية عبر الأجيال التالية وكذلك مكانتها في المستقبل. ومع ذلك، بعد وفاة أسكيا محمد، بدأ السلام يتناقص تدريجياً في الإمبراطورية في عهد أسكيا داود عندما هوجمت إمبراطورية سونغاي. 

## تراجع إمبراطورية سونغهاي
في 1556-1557، استولت قوات مولاي محمد الشيخ، سلطان المغرب، على مناجم الملح في تغازة لكنها انسحبت بعد ذلك.  بعد فترة وجيزة من توليه الحكم عام 1578 طالب السلطان أحمد الأول المنصور ملك المغرب بإيرادات الضرائب من مناجم الملح. ردت أسكيا داود بإرسال كمية كبيرة من الذهب كهدية.  بعد غزو حاكم المغرب، أحمد المنصور، بسبب نزاع مناجم الملح في تاغازا، بدأت إمبراطورية سونغاي في مواجهة تدهورها التدريجي.  كانت مناجم الملح والذهب الموارد التجارية الرئيسية التي يتحكم فيها السكان المسلمون داخل الإمبراطورية. استمر القتال حول من يسيطر على هذه المناجم بين إمبراطورية سونغاي والمغاربة. ومع ذلك، خلال هذه الغارات العديدة، بدأ الجيش المغربي في تحديث تكتيكاته القتالية باستخدام الأسلحة النارية، بينما فشل جيش سونغاي في التحديث واعتمد على الرماح والسهام  وحرب العصابات بدلاً من ذلك. مع الفشل في التحديث، في عام 1591 هُزمت الإمبراطورية أخيرًا على يد القوات المغربية.  مع سقوط إمبراطورية سونغاي، استمرت القوى المغربية في الحكم على الأرض لمدة 100 عام حتى وصل استعمار القوة الفرنسية إلى غرب إفريقيا. 